# Aeroportul Abou-Deïa
Aeroportul Abou-Deïa (IATA: AOD) este un aeroport din Ciad ce deservește zona Aboudeïa (ville)⁠(d). A fost numit după zona deservită.
Situat la o altitudine de 480 m, aeroportul dispune de o singură pistă.